# Monthly GFantasy
Monthly GFantasy (月刊Gファンタジー, Gekkan jī fantajī) est un magazine de prépublication de mangas mensuel de type shōnen publié depuis 1993 par l'éditeur Square Enix.
Il est lancé en 1992 comme un numéro spécial du Monthly Shōnen Gangan sous le titre Fantastic Comic (ファンタスティックコミック, Fantasutikkukomikku). En 1993, il devient un magazine indépendant sous le titre Monthly Gangan Fantasy (月刊ガンガンファンタジー, Gekkan ganganfantajī), puis prend le titre de GFantasy en avril 1994[réf. nécessaire].

## Mangas prépubliés
- Aoharu × Kikanjū
- Black Butler
- Blood Parade
- Crimson Shell
- Dance with Devils
- Diabolic Garden
- Durarara!!
- K
- Nabari
- Pandora Hearts
- Pani poni dash!
- Rust Blaster
- Saiyuki
- Samurai Flamenco
- Superior
- Switch
- Tales of Destiny
- Zombie-Loan